# Bébi úr: Vissza a kiságyba
A Bébi úr: Vissza a kiságyba (eredeti cím: The Boss Baby: Back in the Crib) 2022 és 2023 között vetített amerikai 3D-s számítógépes animációs vígjátéksorozat, amelyet Brandon Sawyer alkotott, a 2021-es Bébi úr: Családi ügy című film folytatása.
Az első évadot Amerikában és Magyarországon 2022. május 19-én mutatta be a Netflix. A második évad 2023. április 13-án jelent meg a Netflixen. A tévében a Minimax mutatta be 2024. augusztus 31-én.
2023. szeptember 27-én két évad után törölték a sorozatot.

## Ismertető
Theodore Lindsay Templeton kénytelen visszaváltozni régi Bébi úr énjévé, miután Bradley, a cégének egyik tagja sikkasztással vádolja. Bátyjával, Timmel, valamint két unokahúgával, Tabithával és Tinával együtt vezetik az új terepcsapatot. Úgy dolgoznak, hogy közben megakadályozzák, hogy egy új főellenségcsoport, elpusztítsa a Bébi Rt-t. Később Bébi úrat és Tinát kirúgják a Bébi Rt-től, ezért egyesítik vezetői képességeiket, hogy saját céget indítsanak. Most az UTP-nek az induló cégek szokásos kihívásai mellett egy új ellenfelet is kapnak. Crispin Biscuitot felbéreltél, hogy tönkretegye Bébi úr és Tina életét.

## Szereplők

### Főszereplők
| Szereplők                                      | Eredeti hang                                             | Magyar hang                           |
| ---------------------------------------------- | -------------------------------------------------------- | ------------------------------------- |
| Theodore Lindsey "Ted" Templeton Jr. / Bébi úr | J. P. Karliak                                            | Csankó Zoltán                         |
| Tabitha Templeton                              | Ariana Greenblatt (1–16. rész) Maya Tanida (17–28. rész) | Hegedűs Johanna                       |
| Tina Templeton                                 | Mary Faber                                               | Kiss Erika                            |
| Timothy Leslie "Tim" Templeton                 | Max Mittelman Pierce Gagnon (fiatalon)                   | Szatory Dávid Kelemen Noel (fiatalon) |
| Carol Templeton                                | Krizia Bajos                                             | Kisfalvi Krisztina                    |
| JJ                                             | Alex Cazares                                             | Murányi Tünde                         |
| Staci                                          | Alex Cazares                                             | Murányi Tünde                         |
| Pip                                            | Karan Soni                                               | Dér Zsolt                             |
| Dez                                            | Zeke Alton                                               | Horváth-Töreki Gergely                |
| Csupaszem Szabadszáj vezérbébi                 | Nicole Byer                                              | Nádasi Veronika                       |
| Mia                                            | Grace Kaufman                                            | Sodró Eliza                           |
| Antonio                                        | Antony Del Rio                                           | Boldog Gábor                          |
| Austin                                         | Ben Pierce                                               | Nagy Gereben                          |
| Simmons                                        | Mara Junot                                               | Mezei Kitty                           |
| Marsha Krinkle                                 | Kari Wahlgren                                            | Spilák Klára                          |
| Katja                                          | Kari Wahlgren                                            | Sipos Vera                            |
| Yvette                                         | Isabella Crovetti                                        | Bak Julianna                          |
| Buddy                                          | Kevin Michael Richardson                                 | Galambos Péter                        |
| Jimbo                                          | Kevin Michael Richardson                                 | Minárovits Péter                      |
| Brown ügynök                                   | Kevin Michael Richardson                                 | Faragó András                         |
| Bradley                                        | Andy Richter                                             | Tokaji Csaba                          |
| Budi Bili                                      | Andy Daly                                                | Borbiczki Ferenc                      |
| Harve                                          | Josh Keaton                                              | Fekete Zoltán                         |
| Hilde                                          | Cissy Jones                                              | Náray Erika                           |
| Női Brown ügynök                               | Amy Walker                                               | Ligeti Kovács Judit                   |
| Benji Guerrero                                 | Raul Ceballos                                            | Széles Tamás                          |
| Chet                                           | Matt Surges                                              | Hám Bertalan                          |

### Magyar változat
- Magyar szöveg: Tóth Tamás
- Hangmérnök: Tóth Péter Ákos
- Vágó: Kajdácsi Brigitta
- Gyártásvezető: Gelencsér Adrienne
- Szinkronrendező: Tabák Kata
- Produkciós vezető: Madar Zoltán

A szinkront a Mafilm Audio Kft.  készítette.

## Évados áttekintés
| Évad | Évad | Epizódok | Eredeti sugárzás  | Eredeti sugárzás  | Magyar sugárzás   | Magyar sugárzás   |
| Évad | Évad | Epizódok | Évadpremier       | Évadfinálé        | Évadpremier       | Évadfinálé        |
| ---- | ---- | -------- | ----------------- | ----------------- | ----------------- | ----------------- |
|      | 1    | 12       | 2022. május 19.   | 2022. május 19.   | 2022. május 19.   | 2022. május 19.   |
|      | 2    | 16       | 2023. április 13. | 2023. április 13. | 2023. április 13. | 2023. április 13. |

## Epizódok

### 1. évad (2022)
| Sor. | Év. | Cím                                                                      | Rendező       | Író              | Premier         |
| ---- | --- | ------------------------------------------------------------------------ | ------------- | ---------------- | --------------- |
| 1.   | 1.  | Főnök úr újra bébi (The Business Boss: Back in Baby)                     | Dan Forgione  | Brandon Sawyer   | 2022. május 19. |
| 2.   | 2.  | A séta (The Stroll)                                                      | Matt Whitlock | Megan Atkinson   | 2022. május 19. |
| 3.   | 3.  | Csúnya duma (Potty Mouth)                                                | Pete Jacobs   | Tanner Tananbaum | 2022. május 19. |
| 4.   | 4.  | Képzeletbeli barátok (Imaginary Friends)                                 | Dan Forgione  | JD Ryznar        | 2022. május 19. |
| 5.   | 5.  | Bébiháború (Turf War)                                                    | Matt Whitlock | Megan Atkinson   | 2022. május 19. |
| 6.   | 6.  | Cserebere (Trading Up)                                                   | Pete Jacobs   | Annabel Seymour  | 2022. május 19. |
| 7.   | 7.  | Arcok harca (War of the Cheeks)                                          | Dan Forgione  | Brandon Sawyer   | 2022. május 19. |
| 8.   | 8.  | Bébigógyi (Techy Tykes)                                                  | Pete Jacobs   | Megan Atkinson   | 2022. május 19. |
| 9.   | 9.  | Szomorú szülinap (Birthday Blues)                                        | Matt Whitlock | Tanner Tananbaum | 2022. május 19. |
| 10.  | 10. | Csapatok csatája (Sitting Ducks)                                         | Dan Forgione  | Phil Binder      | 2022. május 19. |
| 11.  | 11. | A nagy falat (The Big Dumpling)                                          | Matt Whitlock | Annabel Seymour  | 2022. május 19. |
| 12.  | 12. | Az 1135-ös nagy londoni tűzvész (The Great Medieval London Fire of 1135) | Pete Jacobs   | Tanner Tananbaum | 2022. május 19. |

### 2. évad (2023)
| Sor. | Év. | Cím                                                     | Rendező       | Író                                                                            | Premier           |
| ---- | --- | ------------------------------------------------------- | ------------- | ------------------------------------------------------------------------------ | ----------------- |
| 1.   | 1.  | Névtelen Templeton-projekt (Untitled Templeton Project) | Dan Forgione  | Megan Atkinson                                                                 | 2023. április 13. |
| 2.   | 2.  | Kutyusszeretet (Puppy Love)                             | Matt Whitlock | JD Ryznar                                                                      | 2023. április 13. |
| 3.   | 3.  | Piszkítsz színre lép (Biscuits Rising)                  | Pete Jacobs   | Annabel Seymour                                                                | 2023. április 13. |
| 4.   | 4.  | Holdomiglan (Moon Shot)                                 | Dan Forgione  | Tanner Tananbaum                                                               | 2023. április 13. |
| 5.   | 5.  | Belső gyermek (Inner Children)                          | Matt Whitlock | Phil Binder                                                                    | 2023. április 13. |
| 6.   | 6.  | Pumf! (Poompf!)                                         | Pete Jacobs   | Megan Atkinson                                                                 | 2023. április 13. |
| 7.   | 7.  | Meleg helyzet (The Heat Is On)                          | Dan Forgione  | JD Ryznar                                                                      | 2023. április 13. |
| 8.   | 8.  | A lóvá tett póni (One Tricked Pony)                     | Matt Whitlock | Annabel Seymour                                                                | 2023. április 13. |
| 9.   | 9.  | Szövetségi pizsamaparti (Federal Slumber Party)         | Pete Jacobs   | Brandon Sawyer                                                                 | 2023. április 13. |
| 10.  | 10. | Oázis (Floaties)                                        | Dan Forgione  | Tanner Tananbaum                                                               | 2023. április 13. |
| 11.  | 11. | Bankrablás (Breaking the Bank)                          | Matt Whitlock | Megan Atkinson                                                                 | 2023. április 13. |
| 12.  | 12. | Utáld a bébit! (Hate That Baby!)                        | Pete Jacobs   | Annabel Seymour                                                                | 2023. április 13. |
| 13.  | 13. | A határtól északra (North of the Border)                |               |                                                                                | 2023. április 13. |
| 14.  | 14. | Csalóka látszat (Intensive Purposes)                    | Dan Forgione  | Megan Atkinson, JD Ryznar, Brandon Sawyer, Annabel Seymour és Tanner Tananbaum | 2023. április 13. |
| 15.  | 15. | A rendíthetetlen medve (The Unshakeable Bear)           | Matt Whitlock | Megan Atkinson, JD Ryznar, Brandon Sawyer, Annabel Seymour és Tanner Tananbaum | 2023. április 13. |
| 16.  | 16. | Babavár (Ba-Ba Town)                                    | Dan Forgione  | Megan Atkinson, JD Ryznar, Brandon Sawyer, Annabel Seymour és Tanner Tananbaum | 2023. április 13. |

## A sorozat készítése
A sorozat alkotója Brandon Sawyer akkor kapott ihletet, amikor megnézte a Bébi úr: Családi ügy című film nyers vágását. A sorozaton a folytatás készítése közben dolgoztak.